# Fernando Azcárate y Freyre de Andrade
Fernando Azcárate y Freyre de Andrade SJ (* 27. Oktober 1912 in Havanna, Kuba; † 29. Juli 1998) war ein kubanischer Ordensgeistlicher und Weihbischof in San Cristóbal de la Habana.

## Leben
Fernando Azcárate y Freyre de Andrade trat der Ordensgemeinschaft der Jesuiten bei und empfing am 24. Juli 1950 das Sakrament der Priesterweihe.
Am 17. März 1964 ernannte ihn Papst Paul VI. zum Titularbischof von Cefala und bestellte ihn zum Weihbischof in San Cristóbal de la Habana. Der Erzbischof von San Cristóbal de la Habana, Evelio Díaz Cía, spendete ihm am 17. Mai desselben Jahres die Bischofsweihe; Mitkonsekratoren waren der Bischof von Matanzas, José Maximino Eusebio Domínguez y Rodríguez, und der Weihbischof in Camagüey, Adolfo Rodríguez Herrera.
Als Konzilsvater des Zweiten Vatikanischen Konzil setzte er sich unter anderem in der Ausarbeitung des Dekretes Optatam totius für eine pastorale Ausrichtung des Priesterausbildung ein.
Am 26. Januar 1970 trat Fernando Azcárate y Freyre de Andrade als Weihbischof in San Cristóbal de la Habana zurück.